# Список князей тмутараканских
Тмутараканские князья — правители Тмутараканского княжества, существовавшего примерно с 988 года до начала XII века на Таманском полуострове. Центром княжества был город Тмутаракань.
Первое известие о Тмутараканском князе имеется в летописях под 988 годом, когда Владимир Великий распределял сыновей по княжествам и дал Тмутараканское княжество своему сыну Мстиславу. Последним летописным упоминанием является 1094 год, когда после 11 лет сидения в Тмутаракани князь Олег Святославич сумел захватить Черниговское княжество. В связи с усилением половцев в регионе в 30-40-х годах XII века, Тмутараканская территория была окончательно отделена от Руси.
В список включены правители княжества известные по источникам как Тмутараканские князья.
| Тмутараканские князья |                               |               |                      |         |                                                                                           |
| #                     | Имя                           | Годы жизни    | Годы правления       | Портрет | Другие столы                                                                              |
| 1                     | Мстислав Владимирович Храбрый | ок. 983—1036  | 988/1010—1036        |         | князь Черниговский 1024—1036                                                              |
| 2                     | Глеб Святославич              | ? — 1078      | после 1054—1064      |         | князь Новгородский 1069—1073, 1077—1078                                                   |
| 3                     | Ростислав Владимирович        | ок. 1038—1067 | 1064—1067            |         | князь Владимиро-Волынский 1057—1064                                                       |
| 4                     | Глеб Святославич              | ? — 1078      | 1067—1068 (повторно) |         | князь Новгородский 1069—1073, 1077—1078                                                   |
| 5                     | Роман Святославич Красный     | ? — 1079      | 1069—1079            |         |                                                                                           |
| 6                     | Давыд Игоревич                | ок. 1055—1112 | 1081—1083            |         | князь Владимиро-Волынский 1087—1099, дорогобужский 1084—1086, 1099—1112                   |
| 7                     | Володарь Ростиславич          | ? — 1124      | 1081 — 1083          |         | князь звенигородский 1085—1092, перемышльский 1092—1124                                   |
| 8                     | Олег Святославич              | ок. 1053—1115 | 1083—1094            |         | князь Владимиро-Волынский 1073—1078, Черниговский 1094—1097, Новгород-Северский 1097—1115 |